# Muntanyes de Jalna
Les muntanyes de Jalna són una serralada de Maharashtra entre Daulatabad i Aurangabad; prop del Berar se li uneix una serra precedent de la rodalia de la ciutat de Jalna al sud, de la que les muntanyes agafen el nom. Després es confonen amb les muntanyes Sahyadriparvat o Satmala. El punt més alt és el puig Daulatabad de 937 metres. La llargada de les muntanyes és d'uns 180 km.